# Mini cuccioli
Mini cuccioli è una serie televisiva animata, spin-off della serie Cuccioli  trasmessa da Rai Yoyo.

## Trama
I protagonisti di questa serie sono gli stessi Cuccioli, però più giovani di qualche anno. La narrazione è incentrata sulle prime emozioni e sulle piccole sfide che i bimbi affrontano nel corso della giornata (la gioia e la tristezza, il timore delle novità, la solitudine e l'amicizia, il senso di inadeguatezza e la gelosia, l'entusiasmo di condividere e l'egoismo, i capricci...).

## Produzione e trasmissione
Dopo il successo della serie di animazione Cuccioli, trasmessa su Rai Yoyo e distribuita in 130 Paesi del mondo e dei due lungometraggi per il cinema, Gruppo Alcuni ha prodotto Mini cuccioli, uno spin-off rivolto in modo particolare al pubblico dei più giovani (2-4 anni). La serie è prodotta da Gruppo Alcuni e Rai Fiction.
La prima stagione è costituita da 52 episodi da 6 minuti l'uno realizzati in animazione 2D Flash. La seconda stagione, dall'11 marzo 2018 su Rai Yoyo, è costituita anch'essa da 52 episodi. Dall'8 settembre 2019, invece, sempre su Rai Yoyo, è andata in onda la terza stagione del programma, sempre con 52 episodi inediti.
Sabato 4 aprile 2020, data l'emergenza sanitaria da COVID-19, viene trasmesso su Rai Yoyo lo speciale Mini Cuccioli - Raccontiamo la Salute in 6 A.

## Personaggi principali
- Olly: una gattina intelligente, sveglia e gentile, adora fare i pisolini, ma si arrabbia quando viene svegliata. È la migliore amica di Portatile, anche se sembra che ne abbia una cotta. La voce è di Monica Ward.
- Diva: un'anatra molto vanitosa e a volte prepotente, ma in realtà è molto generosa, ama essere sempre bella e perfetta. Nella serie madre si sfoga dai fallimenti dando pugni in testa a Cilindro, ma qui sembra avere una cotta per lui, ricambiata. La voce è di Laura Lenghi (1° voce) e di Margherita De Risi (2° voce).
- Portatile: un cane colto ed educato, ama disegnare e sembra avere una cotta per Olly. La voce è di Paolo Lombardi (1° voce) e di Antonio Palumbo (2° voce).
- Cilindro: un coniglio, sempre in cerca di guai e pasticcione, ma simpatico. È innamorato, ricambiato, di Diva: infatti, in alcuni episodi, arrossisce davanti a lei. La voce è di Edoardo Nevola.
- Senzanome: un pulcino, è il più piccolo del gruppo e il più timido, non ha ancora imparato a parlare e si esprime con dei cartelli disegnati da lui.
- Pio: un ranocchietto sempre in cerca di avventure, è il migliore amico di Senzanome. Parla con una "R" moscia. La voce è di Luigi Rosa.
- Matusalemme: l'albero del parco, è saggio e dà sempre consigli ai mini cuccioli nei casi più difficili. La voce è di Piero Di Blasio.

## Personaggi secondari
- Piero: un coniglio che Cilindro incontra nel bosco, in un episodio si scopre che è molto timido e si vergogna di conoscere gli amici di Cilindro, ma dopo aver trovato coraggio gioca con loro. Si vede in alcuni episodi.
- Martina: una scoiattolina che si vede solo in un episodio quando cercava il suo fiocco trovato da Diva.
- Nocciola: è uno scoiattolo che ha perso il suo pallone nuovo e i mini cuccioli aiutano a cercarlo.
- Ortica: è un gatto selvatico. La sua apparizione avviene in un unico episodio intitolato appunto "Ortica selvatica", dove farà amicizia con Olly nel bosco adiacente al parco.
- Enrico: è la tartaruga più anziana del parco. Appare in parecchi episodi. In "Missione impossibile?" aiuterà a realizzare il sogno del pulcino Senzanome.

## Episodi

### Prima stagione
| N° | Titolo                          | Prima TV          |
| -- | ------------------------------- | ----------------- |
| 1  | Il mago                         | 17 aprile 2016    |
| 2  | Il fiore giallo                 | 24 aprile 2016    |
| 3  | Festa a sorpresa                | 1 maggio 2016     |
| 4  | Il ritratto                     | 8 maggio 2016     |
| 5  | Cilindro in bicicletta          | 15 maggio 2016    |
| 6  | La partita                      | 22 maggio 2016    |
| 7  | Lo scherzo                      | 29 maggio 2016    |
| 8  | Il regalo dimenticato           | 5 giugno 2016     |
| 9  | Il mago del lago                | 12 giugno 2016    |
| 10 | La merenda                      | 19 giugno 2016    |
| 11 | La caccia al tesoro             | 26 giugno 2016    |
| 12 | Le orecchie di Cilindro         | 3 luglio 2016     |
| 13 | Il tesoro misterioso            | 10 luglio 2016    |
| 14 | Sorpresa di primavera           | 17 luglio 2016    |
| 15 | Il coniglio Piero               | 24 luglio 2016    |
| 16 | Facciamo pace                   | 31 luglio 2016    |
| 17 | Un dente prezioso               | 7 agosto 2016     |
| 18 | La zucca                        | 14 agosto 2016    |
| 19 | La paura di Pio                 | 21 agosto 2016    |
| 20 | Mio! Mio! Mio!                  | 28 agosto 2016    |
| 21 | La tartaruga                    | 4 settembre 2016  |
| 22 | Il fiocco dorato                | 11 settembre 2016 |
| 23 | Tanto va la gatta in alto...    | 18 settembre 2016 |
| 24 | Il grande salto                 | 25 settembre 2016 |
| 25 | I capricci di Diva              | 2 ottobre 2016    |
| 26 | Il rumore misterioso            | 9 ottobre 2016    |
| 27 | L'inseguimento                  |                   |
| 28 | I fiori di Diva                 |                   |
| 29 | Nevica!                         |                   |
| 30 | La bella addormentata nel parco |                   |
| 31 | Una strana Cenerentola          |                   |
| 32 | Ciuffetto rosso                 |                   |
| 33 | L'orco e il coniglio            |                   |
| 34 | Pio grande eroe                 |                   |
| 35 | L'arcobaleno                    |                   |
| 36 | Che tempo fa?                   |                   |
| 37 | Lo scambio                      |                   |
| 38 | La pesciolina in trappola       |                   |
| 39 | Gara di invenzioni              |                   |
| 40 | Il seme di Senzanome            |                   |
| 41 | Foglie variopinte               |                   |
| 42 | Dove abita la frutta?           |                   |
| 43 | Storie di Halloween             |                   |
| 44 | Il timido Piero                 |                   |
| 45 | Un intruso al parco             |                   |
| 46 | La collana di Diva              |                   |
| 47 | Ortica selvatica                |                   |
| 48 | Il coniglio e il pulcino        |                   |
| 49 | Il coraggio di Olly             |                   |
| 50 | Babbo Natale                    |                   |
| 51 | Indovina indovinello            |                   |
| 52 | Giochi d'acqua                  |                   |

### Seconda stagione
| N°  | Titolo                        |
| --- | ----------------------------- |
| 53  | L'albero matusalemme          |
| 54  | A caccia di dinosauri         |
| 55  | Il tesoro dell'arcobaleno     |
| 56  | Cilindro sulla luna           |
| 57  | Gioielli di stagione          |
| 58  | Avventure tra le nuvole       |
| 59  | Lezione di disegno            |
| 60  | Gli occhiali                  |
| 61  | Il gioco dei colori           |
| 62  | Suoni e rumori                |
| 63  | Cilindro pellerossa           |
| 64  | La gara                       |
| 65  | Il topolino dei denti         |
| 66  | Cilindro golosone             |
| 67  | Viva la nanna                 |
| 68  | Volare oh!                    |
| 69  | Dov'è lo spazzolino?          |
| 70  | La strana creatura            |
| 71  | La giornata dei perché        |
| 72  | Le minicuccioliolimpiadi      |
| 73  | La stella cadente             |
| 74  | Vertigini                     |
| 75  | L'invito                      |
| 76  | Il parco dei rifiuti          |
| 77  | Dove sono i colori?           |
| 78  | La danza scatenata            |
| 79  | L'ombra                       |
| 80  | L'autunno e i colori          |
| 81  | La magia della neve           |
| 82  | La dama del castello          |
| 83  | I sogni son desideri          |
| 84  | Il pallone smarrito           |
| 85  | Il pomodoro                   |
| 86  | Piove                         |
| 87  | Ruba bandiera                 |
| 88  | Gara di imitazioni            |
| 89  | Ballerina                     |
| 90  | Bolle                         |
| 91  | La zanzara rosa               |
| 92  | Il viaggio del sole           |
| 93  | Portatile poeta               |
| 94  | Caccia grossa tra i dinosauri |
| 95  | Il colore dell'acqua          |
| 96  | Fiori                         |
| 97  | Cilindro supereroe            |
| 98  | La spada nella sabbia         |
| 99  | Luna piena                    |
| 100 | Sogno e realtà                |
| 101 | Il temporale                  |
| 102 | Il puzzle                     |
| 103 | Missione impossibile?         |
| 104 | Foglie da disegno             |

### Terza stagione
| N°  | Titolo                              |
| --- | ----------------------------------- |
| 105 | La mappa di Matusalemme             |
| 106 | Il ponte del pellegrino             |
| 107 | Una gita notturna nel bosco         |
| 108 | Piume color gamberetto              |
| 109 | Il trucco c'è ma non si vede        |
| 110 | Il ritratto di Matusalemme          |
| 111 | Colla sì, ma non qui                |
| 112 | Oggi si vola                        |
| 113 | Circo a sorpresa                    |
| 114 | Missione fiocco                     |
| 115 | Ali in fiore                        |
| 116 | Sorpresa al laghetto                |
| 117 | Fame da lupo                        |
| 118 | Dolcetto o scherzetto               |
| 119 | Il seme misterioso                  |
| 120 | L'uovo a macchie                    |
| 121 | L'apparenza inganna                 |
| 122 | Una pianta particolare              |
| 123 | Ventose da scalata                  |
| 124 | Persi nel bosco                     |
| 125 | Paura ma non troppo                 |
| 126 | Trovato o rubato?                   |
| 127 | Pronto soccorso piante              |
| 128 | Rumore d'artista                    |
| 129 | Quanti anni hai?                    |
| 130 | I giorni della merla                |
| 131 | Discesa pericolosa                  |
| 132 | C'è posto per tutti                 |
| 133 | Lucciole per lanterne               |
| 134 | Segreti di neve                     |
| 135 | Mosca cieca                         |
| 136 | Il sole gioca a nascondino          |
| 137 | Bozzolo da rugby                    |
| 138 | Tutti frutti... di bosco            |
| 139 | Operazione salvataggio piante       |
| 140 | L'igloo                             |
| 141 | Il becco delicato                   |
| 142 | A passo di formica                  |
| 143 | I segreti del lago                  |
| 144 | La diga del castoro                 |
| 145 | L'albero ferito                     |
| 146 | Questione di coda                   |
| 147 | A caccia di funghi                  |
| 148 | Il gioco delle stelle               |
| 149 | La grandine                         |
| 150 | A ognuno la sua tana                |
| 151 | L'eroe verde                        |
| 152 | Cilindro e il drago                 |
| 153 | Canta l'estate                      |
| 154 | Il letargo                          |
| 155 | A carnevale ogni mini cucciolo vale |
| 156 | Aguzza la vista Cilindro!           |

## Mini cuccioli - Le quattro stagioni
Il 25 ottobre 2018 è uscito nei cinema italiani il primo film basato sulle avventure dei mini cuccioli, intitolato Mini cuccioli - Le quattro stagioni. Il film narra le vicende dei mini cuccioli nelle quattro stagioni.
Come si evince anche dal titolo, nel film ritroviamo il coniglio Cilindro, la gatta Olly, la papera Diva, il cane Portatile, il pulcino Senzanome e la rana Pio che affrontano con gioia e simpatia l'avvicendarsi delle quattro stagioni, seguendo i consigli dell'antico albero parlante Matusalemme.

## Mini cuccioli e i DinoCuccioli
Il 5 luglio 2024 debutta la nuova serie spin-off dal titolo Mini cuccioli e i DinoCuccioli. In questa serie, i piccoli protagonisti incontrano, all'interno di una caverna, alcuni simpatici cuccioli di dinosauro e insieme vivono divertenti avventure in una vallata incontaminata.

## Riconoscimenti
Gli ascolti Auditel hanno premiato fin dall’esordio questa serie, che in pochi mesi è diventata una delle serie più seguite e amate dai bambini di Rai Yoyo.
Sergio Manfio, regista della serie, commenta così il risultato:“Siamo convinti di aver realizzato una serie di grande qualità, che piace perché dà spazio a personaggi estremamente accattivanti ed è studiata con grande attenzione al target di bambini. Il lavoro di preparazione e di scrittura delle storie – soprattutto perché rivolte a un pubblico così delicato come quello pre-school – è stato fatto con grande cura e attenzione, e i risultati ci hanno premiato”.
Dopo il grande successo televisivo sono nati accordi di licensing con:
- Focus Pico, dove ogni mese i Mini Cuccioli sono protagonisti di un fumetto e di una pagina di giochi per i piccoli lettori;
- Balocco, per le uova di Pasqua 2017;
- OVS, per una capsule collection negli store nella primavera 2017;
- UP Produzioni, per la realizzazione di Meet & Greet nei principali centri commerciali d'Italia.
- Dolfin, per le uova di Pasqua 2018;
- WalCor, per le uova di Pasqua 2022;